# 非常光碟
非常光碟是指2000年代在臺灣政壇和社會上引起爭論的光碟。其內容主要批評中國國民黨、泛藍陣營及其政治人物，另外還有一些主觀的言論，藉由演員以閒談的方式加以披露。非常光碟曾在2004年總統大選及2005年三合一選舉中發行。2007年4月24日，非常光碟意圖打擊的對象擴及民主進步黨部分政治人物。

## 《非常報導》
- 這是2004年中華民國總統大選競選期間，由台灣南社主導、攝製完成發行的非常光碟，共2集。製作人是台灣媒體革命工作室負責人盧統隆，執行製作是何志能，主要演員有台灣資深演員林安迪等人。
- 攝製完成之後，在高雄市瑞隆路三角公園舉行「全國首映」，現場也將影片轉成VCD販賣。

### 內容
- 透過世界小姐選拔賽台灣代表陳思羽於比賽時遭中國施壓、被迫更改名稱的事件，批評中國在國際場合打壓台灣的行徑，突顯部分媒體唱衰台灣、新聞壟斷的問題。
- 台灣媒體觀察教育基金會董事長管中祥〈簡化與裝死的媒體〉一文指出，《非常報導》批評的對象有：

1. 董智森、李濤、李艷秋、張玉麟等諸多資深媒體人。
2. 宋楚瑜、蘇盈貴、邱毅、黃昭順、黃義交、林岱樺、饒穎奇等政治人物。
3. 國會亂象。

### 爭議
- 在本光碟中，最聳動的對白是安迪說宋楚瑜得了「官癌」（想當官想瘋了）。
- 邱毅指控吳錦發、魚夫、江霞、謝志偉等四人是《非常報導》的「幕後黑手」。隨後，謝志偉在台視主持政論節目《謝志偉嗆聲》，部分台視員工認為有政治力量支持謝志偉，也質疑謝志偉與本光碟有關。但是也有人認為，民進黨或部分在光碟中被批評到的人，認為光碟的傷害被誇大了，一方面營造受害人藉此博取同情票的氛圍，另一方面也藉機再度抹黑受害者、污名化藍綠民眾，讓一般人認為挺藍(挺綠)民眾是非理性的，只會用謾罵方式攻擊政治對手。

### 後續
2005年7月8日，台北地檢署將全案偵查終結。2005年12月21日，台北地方法院一審宣判：盧統隆被依加重誹謗罪判處有期徒刑六個月，得易科罰金；何志能因為是受命於盧統隆，獲判無罪。

## 《亮麗下的醜陋》
- 這是2005年三合一選舉期間未曾發行的影像雜誌，製作人是林一方。
- 2005年11月26日，林一方在台北市國賓飯店召開記者會宣稱檢警非法搜索並入人於罪，並公開播放《亮麗下的醜陋》片段，工作帶第一集部分內容是以評論當時競選連任的中國國民黨籍桃園縣長朱立倫為主；導致桃園地檢署作出大動作搜捕，甚至將林一方帶回偵訊、羈押，爾後以新台幣百萬元交保。
- 2005年11月28日，民主進步黨提名的桃園縣長參選人鄭寶清率領泛綠支持者到桃園地檢署靜坐抗議，並質疑檢調單位「選擇性執法」、「執法過當」。

## 《非常報導2007年第一輯》
2007年4月24日，台灣媒體革命工作室刊登廣告，披露該工作室製作的《非常報導2007年第一輯》的內容。該廣告內文以「不知要求自己的『一條蟲』，為了女人，當面罵母親『臭雞歪』，接著又罵母親『守寡多年欠人幹』」影射唐湘龍，以「民進黨內的王又曾」影射陳勝宏，以「中國琴的腳毛真有這麼珍貴無比？這就要從『嘿嘿嘿』講起」影射蕭美琴，且批評謝國樑所提「總統須通過英語檢定」一案是為了「『斷背山』馬英九」及「藐視本土語言」。陳勝宏、蕭美琴都揚言控告該工作室誹謗，該工作室負責人兼《非常報導》製作人陳亮光回應：「那就告呀！」
陳勝宏之妻薛凌諷刺，若該工作室想找她和蕭美琴為《非常報導2007年第一輯》代言，「早說嘛，可以少收一點代言費」，但不要拿不實指控宣傳。蕭美琴直斥《非常報導2007年第一輯》「可恥！」民主進步黨立法院黨團副幹事長王淑慧說，媒體已經夠亂了，不要再亂下去，也不該在選舉時人身攻擊，請該工作室站出來把光碟目的說清楚，否則黨團將發起抵制行動。沈富雄則說：「如果蕭美琴是中國琴，那些（罵蕭美琴的）人就變成蘇聯的北極熊！」馬英九辦公室發言人羅智強說，不排除控告該工作室。馬英九的大姊馬以南諷刺：「有頭腦的人都不會相信《非常報導》！」內政部警政署署長侯友宜強調，只要《非常報導2007年第一輯》違法，警政署一定辦到底。
由於台灣社在民進黨2007年總統提名選舉期間聲援蘇貞昌，而蘇貞昌就是當時的行政院長，故《非常報導2007年第一輯》也批評吳樹民（台灣社社長）、楊文嘉（台灣社秘書長）、陳昭姿（台灣北社秘書長）、郭長豐（陳昭姿之夫、台灣北社成員）等台灣社成員利慾薰心。2007年4月26日，楊文嘉批評《非常報導2007年第一輯》：「以打擊泛藍陣營的政媒人物來掩護，它實質要打壓泛綠陣營裡面不同政治路線跟論述的人。一個陳亮光沒有這種能耐。你們一班子人，包括後面特定的藏鏡人，通通站出來！」2007年4月26日，陳亮光反駁：「這些人自己介入別人的初選，當然就會以為別人都跟他們一樣。假借批評泛藍來批評泛綠？絕對沒有這樣的事情。」
2009年，陳靖衡（即陳亮光）因《非常報導2007年第一輯》擅用TVBS播出的新聞畫面來攻擊蕭美琴、唐湘龍等人，遭判賠新臺幣10萬元。2010年5月，林一方與陳靖衡被控製作《非常報導2007年第一輯》影射黃光芹等人亂搞男女關係，遭台灣高等法院分別判刑三個月及四個月定讞，得易科罰金。

## 評價
- 管中祥指出：「在過去黨政軍壟斷媒體的時代，便有不少社會及政治運動者透過自行拍攝的『另類錄影帶』，以影像的方式紀錄台灣底層生活及社會運動的發展，藉此表達對廣電體制的不滿，並讓民眾窺得爭議性事件的不同面向，作為政治與媒體抗爭的工具。……這樣的媒體類型與發行仍然存在於媒體開放與自由化的台灣，只不過從錄影帶換成VCD罷了。顯然的，自由化的媒體政策並未帶給台灣真正自由並開放的言論空間。黨政軍雖然越來越難直接駕馭媒體，但控制力量卻隱藏在自由競爭的面貌中。不僅如此，商業媒體著眼的經濟利益，不但排斥了某些政治言論，許多另類、小眾、弱勢的觀點也難在政商複合的媒體中出現。」
- 國立台灣師範大學大眾傳播研究所所長胡幼偉認為：「從民主政治理論來看，公共議題的論述應該是民眾基於理性的原則，各自對公共政策提出自己的意見，或是彼此之間有理性的辯論或對話。從這個標準來看，《非常報導》這種以負面競選為主要訴求方式的影帶，其實跟公共議題論述相差甚遠。」
- 國立政治大學廣告學系教授鄭自隆認為：「媒體應該要去思考為什麼會出現這些另類媒體、地下媒體？當民間的聲音沒有辦法在主流媒介出現；當我們每天打開電視機，淨是看到罵李登輝、罵陳水扁的聲音；那些支持李登輝、支持陳水扁的聲音無法出現時，大家是不是可以容許這些聲音，透過另外一種型態、媒介在外面流傳？再者，社會大眾不應該對這個事件作過度的推論，直覺認為這就是政黨的支持，而將整件事情變成政黨跟政黨之間的對抗。以往選舉期間很容易看到這樣的例子。」
- 2003年10月，台灣南社社長曾貴海說：中國國民黨、親民黨與親中媒體對陳水扁政府「放大性的唱衰」是「導致真相模糊」的關鍵，而《非常報導》的問世將「揭露這些人的真面目」。諷刺的是，《非常報導》卻導致民進黨在2004年立法委員選舉的落敗。[原創研究？]